# SN 1993J
SN 1993J是1993年3月28日由西班牙天文学家弗兰西斯科·加西亚（西班牙語：Francisco Garcia Diaz）发现的超新星。它位于大熊座的河外星系M81，距离约为8.5 ± 1.3 百万光年 （2.6 ± 0.4百万秒差距），最亮时视星等为10.8等，它是二十世纪第二亮的超新星，仅次于位于大麦哲伦星系的SN 1987A。 

## 光谱特征
SN 1993J的光谱特征随着时间的推移而改变。在最开始，它发射出非常强烈的氢光谱线，看起来更像是一颗II型超新星（大质量恒星由于内部塌缩引发剧烈爆炸形成的超新星）。但不久以后，SN 1993J的氢光谱线逐渐消失，并出现强烈的氦光谱线，这是Ib型超新星的特征。而且SN1993J的光度随着时间的变化不像其他II型超新星观测到的变化一样，而更像是Ib型超新星。因此，SN 1993J被分型为IIb型超新星（Ib型超新星和II型超新星的中间型）。对这颗超新星的科学研究表明，Ib型超新星实际上也是通过大质量的巨星核心塌缩爆炸形成的，和II型超新星发生的过程类似，只是Ib型超新星的前身星在爆炸之前已经抛掉含氢的外壳。SN 1993J的光回声也在随后不久就被探测到。

## 前身星
科学家已经从SN 1993J爆发前的照片中识别出SN 1993J的前身星。它的前身星是一颗K型超巨星，但却发出过量的紫外光，这可能是它附近的炽热恒星，或拥有一颗炽热的伴星而造成的。虽然SN 1993J位于M81中年轻的大质量恒星聚集的区域，但天文学家团队借助哈勃太空望远镜上的先进巡天相机（ACS）以及夏威夷毛纳基山的凯克望远镜，找到了一颗B型超巨星，它恰好位于长期推测的前身星的伴星应该在的位置上。这次观测还为超新星爆发相关的天体物理学研究提供了详细的观测资料。现在已经可以确定，在SN 1993J爆发前的最后250年间，大约10个太阳质量的气体从SN 1993J的前身星迅速转移到了伴星。